# メジャーリーグベースボールの選手一覧
メジャーリーグベースボールの選手一覧（メジャーリーグベースボールのせんしゅいちらん）は、メジャーリーグベースボール（MLB、大リーグ）でプロ野球をプレーした経験のある選手をアルファベット別に分けた一覧。
Xは該当選手がいない。
| Top - | A | B | C | D | E | F | G | H | I | J | K | L | M | N | O | P | Q | R | S | T | U | V | W | X | Y | Z |

## 出身地別メジャーリーグベースボールの選手一覧
| 北アメリカ   | アメリカ｜カナダ｜メキシコ |  |
| 中央アメリカ | ドミニカ共和国｜プエルトリコ｜キューバ｜パナマ｜アメリカ領ヴァージン諸島｜ニカラグア キュラソー｜アルバ｜バハマ｜ジャマイカ｜ホンジュラス                                              |  |
| 南アメリカ   | ベネズエラ｜コロンビア｜ブラジル｜ベリーズ｜ペルー |  |
| アジア       | 日本｜台湾｜フィリピン｜ベトナム｜インドネシア シンガポール｜アフガニスタン｜サウジアラビア｜韓国｜中国                                                                                |  |
| オセアニア   | オーストラリア｜アメリカ領サモア |  |
| ヨーロッパ   | イギリス｜ドイツ｜アイルランド｜フランス｜オランダ｜イタリア｜ロシア オーストリア｜スウェーデン｜ポーランド｜スペイン ノルウェー｜ベルギー｜スイス｜デンマーク｜フィンランド｜ギリシャ |  |
| アフリカ     | 南アフリカ |  |

## その他のメジャーリーグベースボールの選手一覧
- 親子メジャーリーグ選手一覧
- ミッチェル報告書に記述された選手一覧
- 名前の判明していないメジャーリーグベースボールの選手一覧